# Tauler de dames

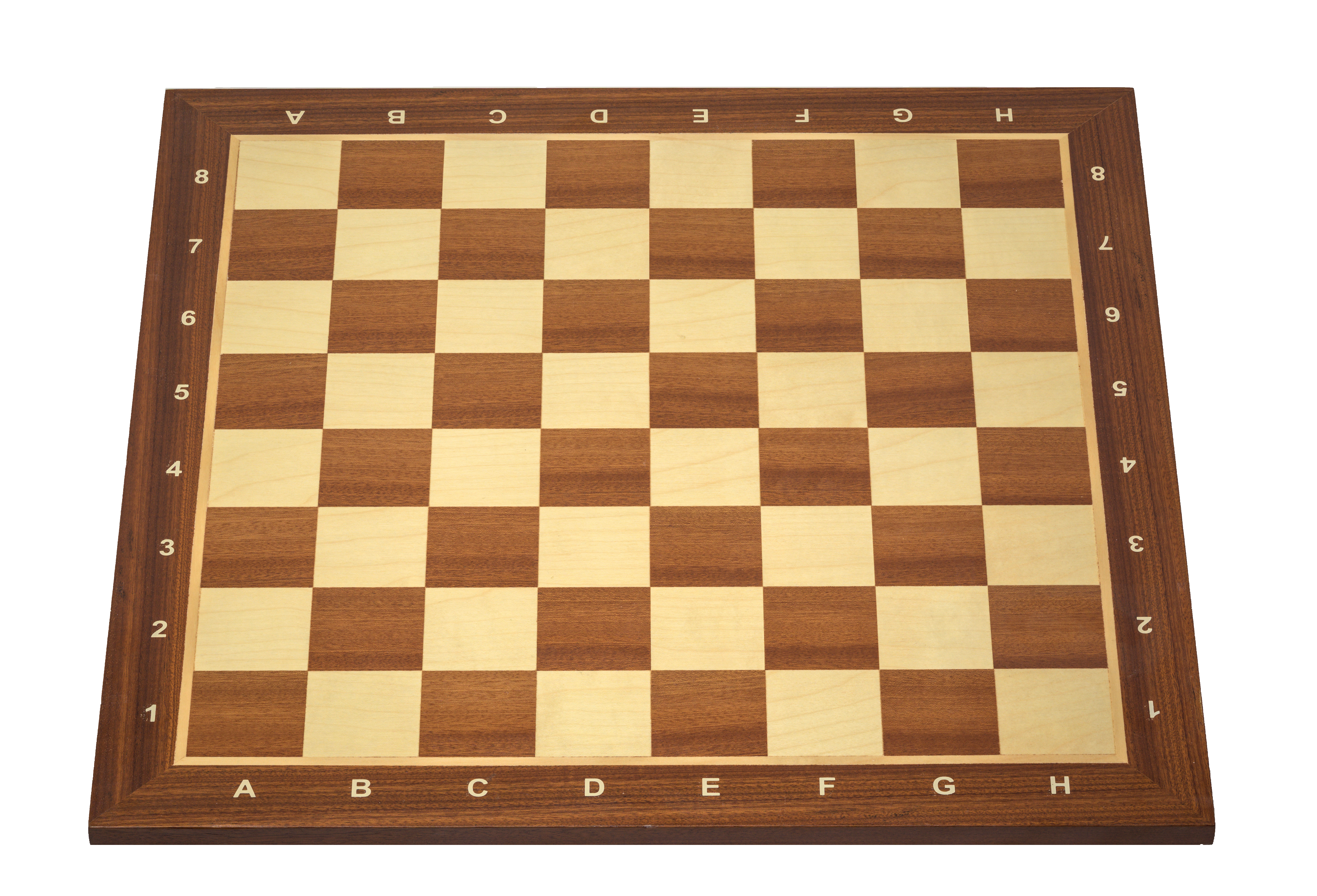
Vista d'un tauler d'escacs

Un patró de tauler de dames, de tauler de quadres o de tauler d'escacs, és un patró geomètric pla. Aquest patró consisteix generalment en quadrats els colors dels quals s'alternen tant horitzontalment com verticalment.

## Tipus
El patró de quadrats més senzill consisteix en repetir regularment quadrats blancs i negres o quadrats clars i foscos. Una variació d'aquest respecte als colors que es produeixen és un patró regular de quadrats en què es re peteixen més de dos colors. Repetir regularment patrons de diamants, triangles o altres figures (com ara. alguns patrons de MC Escher) es poden considerar com un ús generalitzat d'aquests patrons ..

## Història

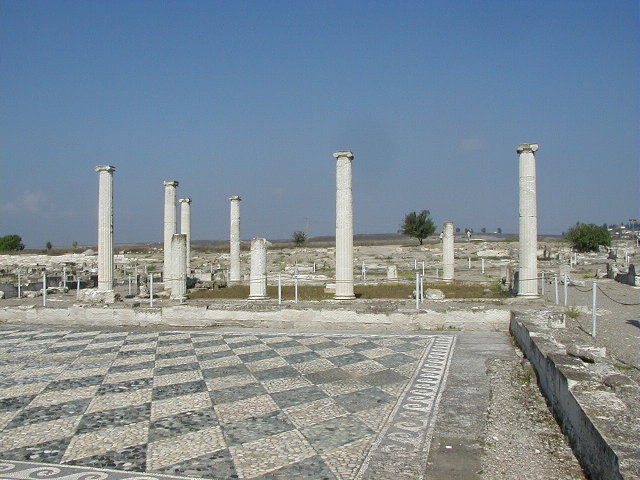
Patró a quadres (diamants) sobre un mosaic de planta grega, Pella, Macedònia (segle III aC). Chr.)

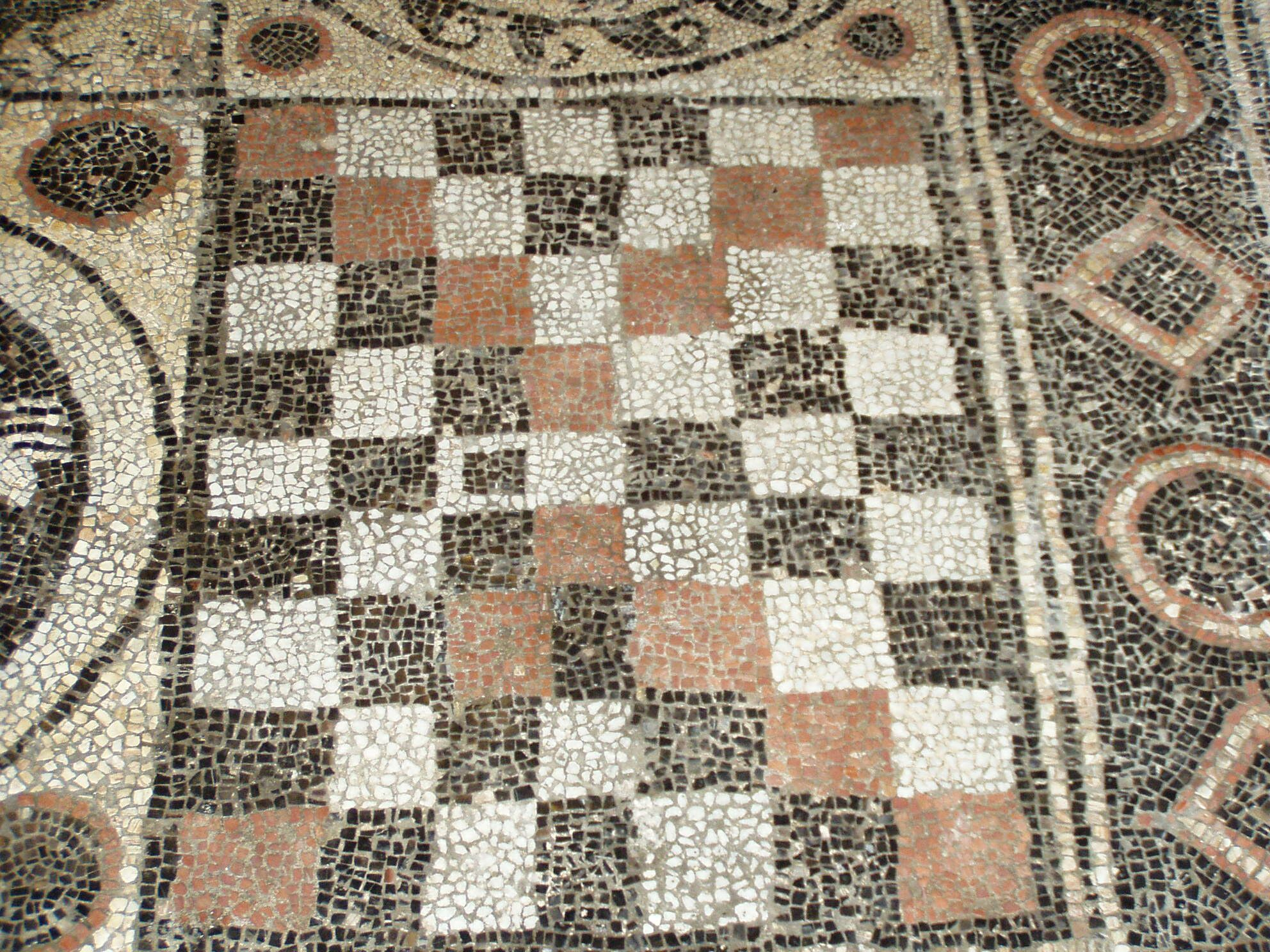
Patró de tauler tricolor amb 7 × 9 Camps sobre mosaic de planta romana, Teurnia, Caríntia (segle III n. Chr.)

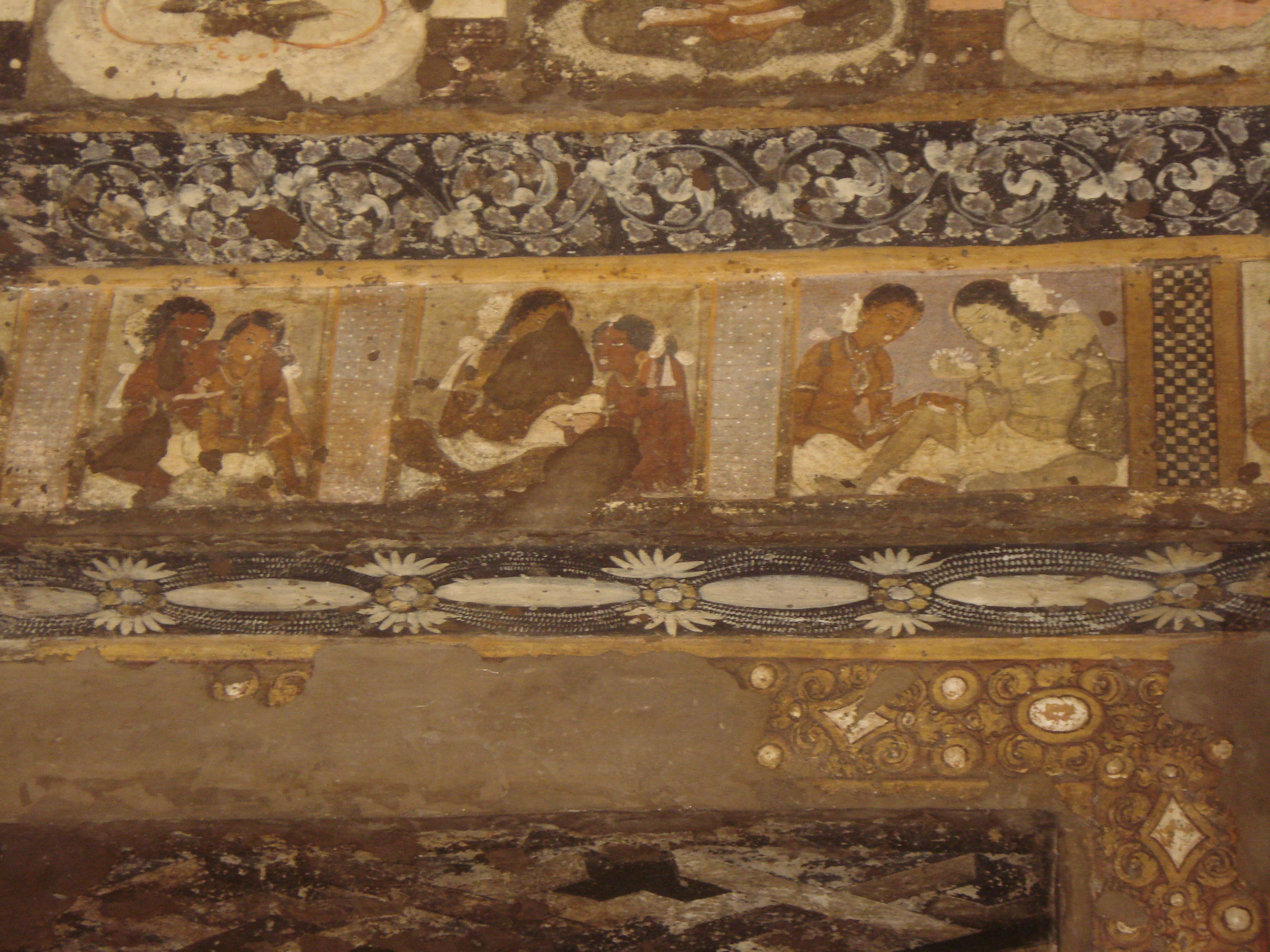
Patró a quadres en un mural indi, Ajanta, Madhya Pradesh (cova XVII, segle IV)

S'han trobat patrons de quadres en gerros pre-clàssics d'estil geomètric i en mosaics de sòls grecs i romans antics. La popularitat original d'aquest motiu decoratiu, però, no té res a veure amb la joc d'escacs encara desconegut en aquells moment; molt probablement, aquest motiu deriva de patrons de teixit més antics.Tanmateix, amb la invenció i la ràpida difusió dels escacs, la popularitat dels patrons de quadres va augmentar ràpidament.
A l'edat mitjana, es poden trobar patrons de rombes o de quadres com a fons (per exemple, al Reliquiari dels Tres Reis de la Catedral de Colònia) o a les façanes de l'església (per exemple, St-Julien de Chauriat). A les esglésies medievals de la part sud del Mar Bàltic i al llarg de l'Oder s'hi poden trobar també enigmàtics taulers de quadres. Fins i tot alguns frisos de blocs tan populars en l'arquitectura romànica es poden entendre com a patrons de quadres tridimensionals.

## Simbolisme
No hi ha investigacions concretes sobre un possible simbolisme dels patrons de quadres. Tanmateix, els patrons de quadres i els frisos de bloc pertanyen en un sentit ampli a les formes de malla i reixa, que, depenent de la regió, estan associades a forces anti- apotropaiques. Per sobre de tot, la fixació prioritària dels patrons de quadres de les parets exteriors, les cantonades dels edificis, els ràfecs, etc. poden servir d'identificadors per algunes interpretacions.

## Ús
A causa de ser identificables òpticament d'una forma fàcil, es va escollir un patró de quadres per als Landsknechts medievals, pels tartans escocesos, etc., així com també és d'ús freqüent en heràldica (vegeu Geschacht).
Un camp d'aplicació pràctic és el camp de la visió, ja que els patrons de taulers de quadres són adequats per calibrar les càmeres amb objectes proveïts amb patrons de quadres que permeten una determinació comparativament simple de l'orientació de l'objecte respecte a la càmera. En aquest àmbit d'aplicació, s'utilitza sovint el terme anglès "Checkerboard".

## Exemples
El patró de quadres de color vermell i blanc també es considera el símbol nacional de Croàcia i és una característica de l'escut de l'Estat, Šahovnica. També l'escut i el vestit del club del futbol portuguès Boavista Porto té un patró de quadres blancs i negres.
L'estat lliure de Baviera també porta un patró similar de quadres (bandera de diamant). El patró de quadres també és un símbol de la música de Jamaica Ska. En curses de cotxes com la Fórmula 1, la bandera de quadres indica el final de la cursa.
Algunes xemeneies estan marcades amb diversos patrons de quadres de color vermell i blanc per fer-les visibles com a obstruccions del trànsit aeri. A Alemanya, moltes parades de transport públic solien estar enrajolades en un patró de taulers de quadres i en el transport de trens especials d'esports d'hivern s'anuncia localment amb una bandera de quadres corresponent a l'estació de sortida.

## Ciutat ideal d'Eiximenis
El tipus de ciutats dissenyades amb un patró de quadrícula com la ciutat ideal d'Eiximenis definida en lo dotzè del crestià, que es caracteritza per tenir carrers seguint una estructura de quadrícula (en anglès: grid pattern), i està present en certa manera a l'obra de Vitruvi, De Architectura, el trobem per exemple: al llevant peninsular (com ara la Vila-real medieval del s.XVI) i, especialment a les fundacions Mallorquines que es van edificar a les Illes Balears segons el disseny ortogonal establert a les Ordinacions de Jaume II de 1300, per acabar retrobant-lo a l'Eixample de Barcelona del s.XIX. També el trobem aquest patró de quadrícula, al disseny de moltes ciutats de l'Amèrica colonial com ara Ciutat de Mèxic, Bogotà, etc.. o modernament als EUA, a l'illa de Manhattan que s'estructura segons carrers i avingudes, perpendiculars entre sí, amb els noms de carrers seguint un ordre numèric creixent de sud a nord.

## Galeria

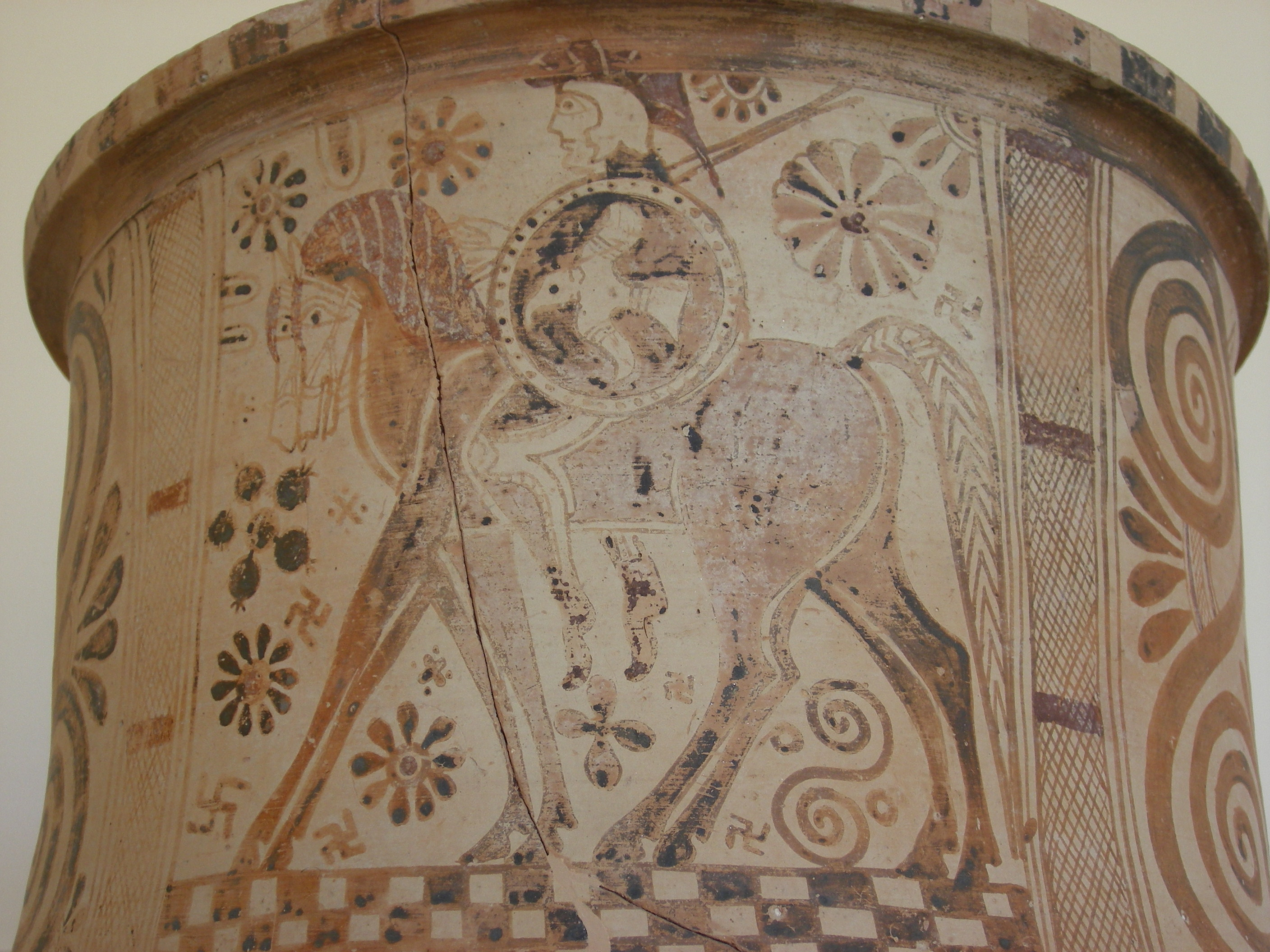
Àmfora pagana melòdica amb patró de quadres
Patró de quadres regular
Patró de quadres de colors irregular
Bandera de diamants bavaresa
Escut de Croàcia
Bandera de final de curses de cotxes
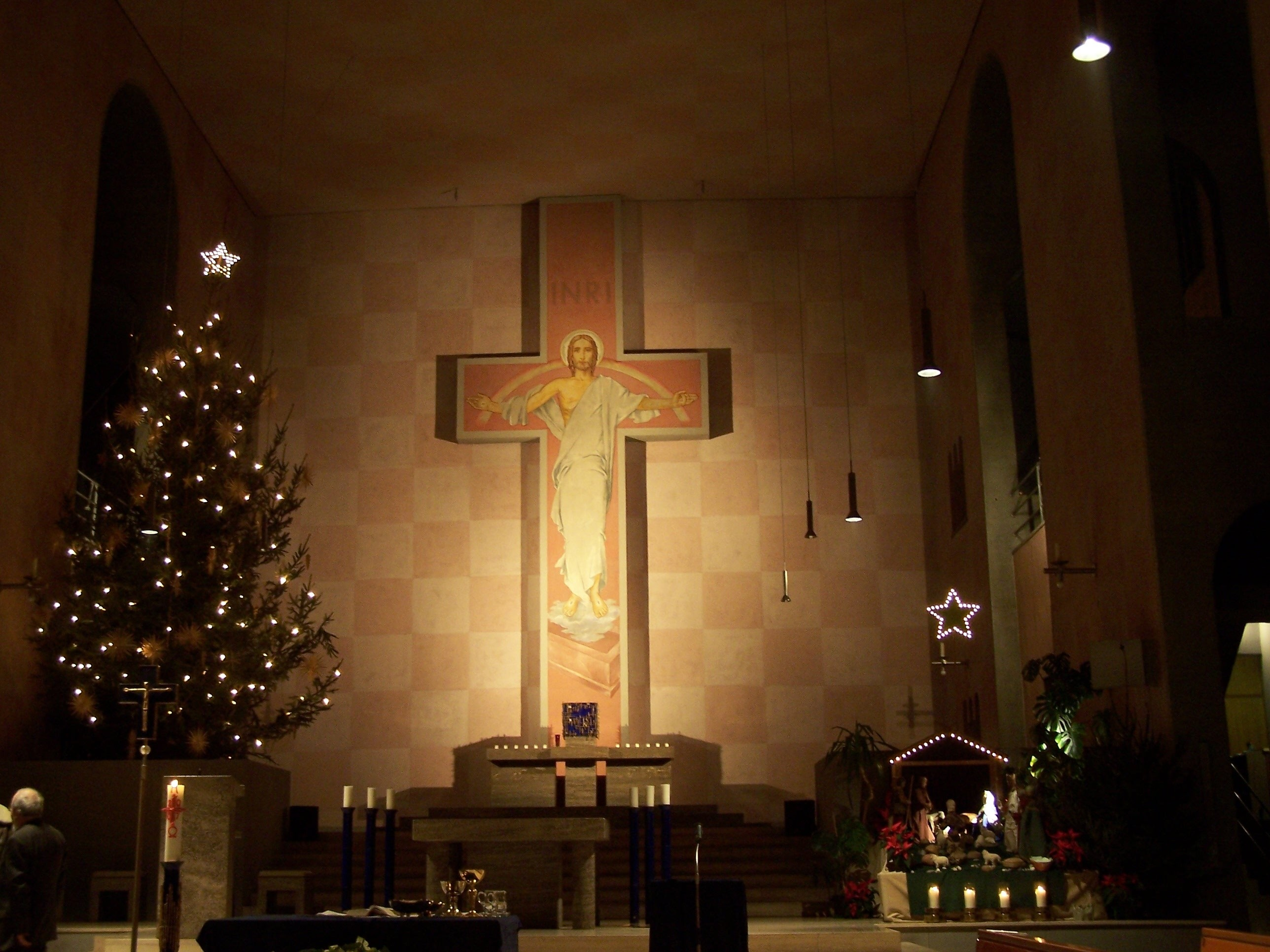
Patró de quadres a l'església de la Santa Creu de Frankfurt - Bornheim
Logotip de Ralston-Purina
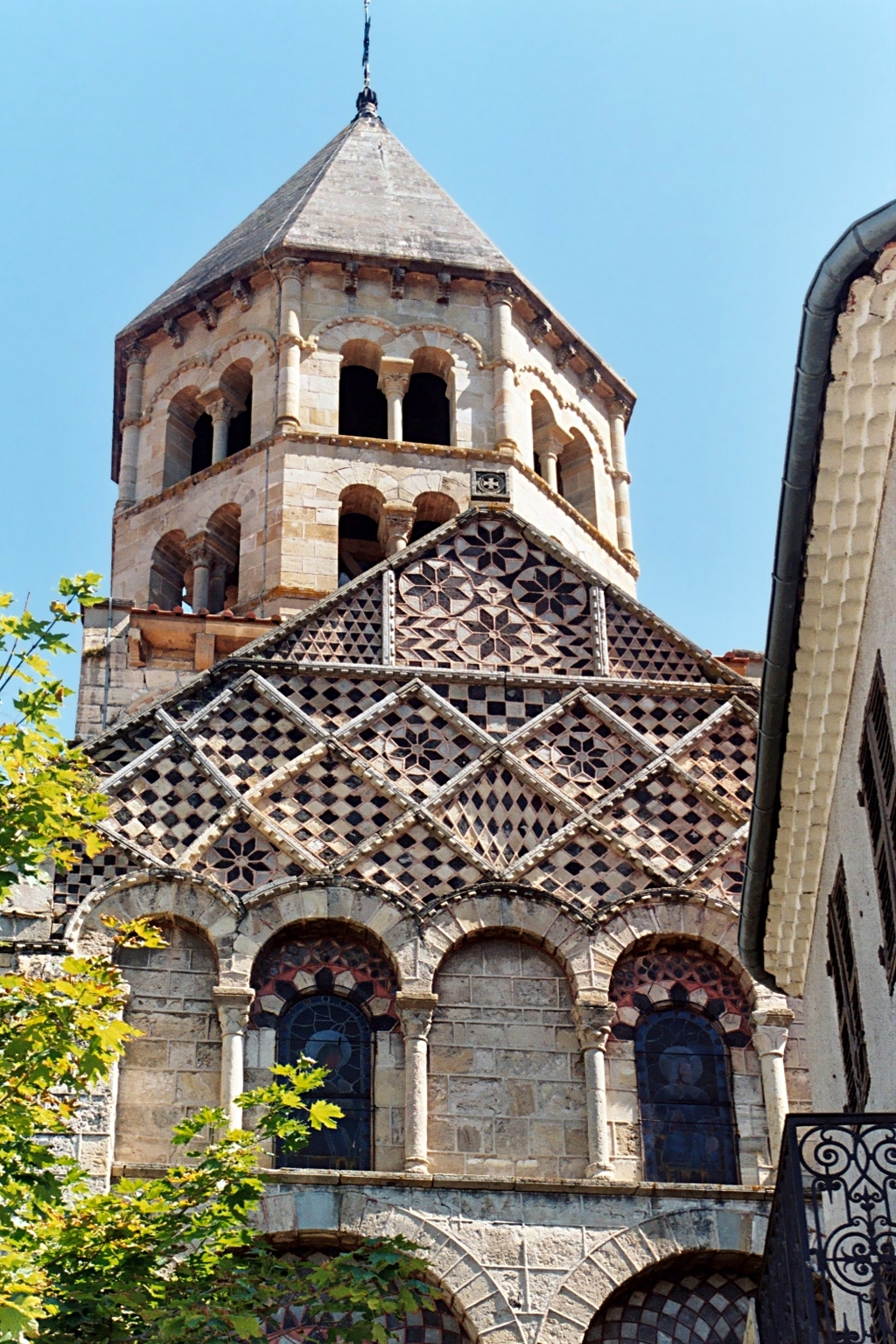
Patró de quadres a l'església de St-Julien a Chauriat